# Morze Środkowego Zachodu

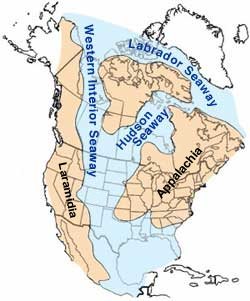
Orientacyjny zasięg

Morze Środkowego Zachodu − nazywane także Morzem Kredy lub Północnoamerykańskim Morzem Wewnętrznym było morzem epikontynentalnym powstałym w środkowej części okresu kredowego i trwającym do późnej kredy, dzielącym ówczesny kontynent północnoamerykański na dwie części: Laramidię na zachodzie i Appalachię na wschodzie. Łączyło wody Oceanu Arktycznego z wodami południa obecnego rejonu Zatoki Meksykańskiej.
Miało rozmiary około 3200 km w kierunku północ-południe i około 970 km w kierunku wschód-zachód oraz głębokość około 760 m.
Z tego morza znane są bogate fauny, na przykład skafitów.